# Nils Larsen (explorateur)
Pour les articles homonymes, voir Nils Larsen et Larsen.
Nils Larsen, né le 19 juin 1900 à Sandar et mort le 29 septembre 1976 à Sandefjord, est un navigateur et explorateur norvégien. 
Il est célèbre pour ses expéditions en Antarctique sur le Norvegia. La présence dans la même expédition de Hjalmar Riiser-Larsen mène à de nombreuses confusions. 

## Biographie
Nils Larsen commande un certain nombre de baleiniers principalement pour Thor Dahl A/S de Sandefjord. Il sert également comme second lors des expéditions norvégiennes en Antarctique financées par l'armateur norvégien Lars Christensen. Au cours de ces expéditions, la Norvège annexe l'île Bouvet (1927) et l'île Pierre Ier (1929),. 
En 1929-1930, avec son épouse à bord, il découvre la Terre de la Princesse Martha et la Terre du Prince-Olaf, découvertes régulièrement attribuées à tort à Hjalmar Riiser-Larsen. 
Larsen est mort à Sandefjord, à l'âge de 76 ans. 

## Hommages
Les zones géographiques de l'Antarctique qui portent son nom comprennent : le mont Nils Larsen (Terre de la Reine Maud), le mont Nils (Terre d'Enderby) et le glacier Nils Larsen (île Pierre Ier). 